# ذا غونيس 2
ذا غونيس (بالإنجليزية: The Goonies II)‏ (باليابانية: グーニーズ2 フラッテリー最後の挑戦)، هي لعبة فيديو يابانية من نوع مغامرات، صدرت اللعبة عام 1987، وتعمل على منصة فاميكوم، وهي الجزء الثاني والأخير من سلسلة ذا غونيس.